# Porta Fortuna
Porta Fortuna, née en 2021, est une jument de course pur-sang irlandaise, élue meilleure 3 ans de l'année en Europe en 2024.

## Carrière de courses
Élevée par la famille O'Brien, entrainé par Donnacha O'Brien, Porta Fortuna ne ménage pas sa peine à 2 ans. Elle ouvre son palmarès dès ses débuts précoces, en avril, et enchaîne deux succès de groupe 3, dont les Albany Stakes durant le meeting royal d'Ascot, mais échoue par deux fois à remporter son groupe 1, battue nettement par Bucanero Fuerte dans les Phoenix Stakes, puis par Fallen Angel et Vespertilio dans les Moyglare Stud Stakes, où elle doit partager la troisième place avec Ornellaia. Mais elle trouve finalement la consécration dans les Cheveley Park Stakes, avant de s'envoler vers la Californie où l'Américaine Hard to Justify la prive de la victoire dans la Breeders' Cup Juvenile Fillies Turf. 
En 2024, Porta Fortuna fait naturellement partie des pouliches en vue des 1000 Guineas, où elle se présente sans course de rentrée. Elle échoue de peu, battue sur le fil par l'outsider Elmalka, et devant la Française Ramatuelle. Mais l'été sera pour elle : dans les Coronation Stakes, l'élève de Donnacha O'Brien devance celle de son père Aidan, Opera Singer, qui avait été élue 2 ans européenne de l'année. Rebelote dans les Falmouth Stakes, avec une victoire facile face aux juments d'âge. Et troisième groupe 1 d'affilée dans les Matron Stakes, en septembre, aux dépens de Fallen Angel qui l'avait devancée à 2 ans :  Porta Fortuna est bien la meilleure pouliche de 3 ans en Europe, et se voit consacrée dans les Cartier Racing Awards. Son échec en fin de saison dans la Breeders' Cup Mile, le premier véritable revers pour une pouliche n'ayant jamais terminé plus loin que troisième en 11 sorties, n'y changera rien. 
Restée à l'entraînement à 4 ans, Porta Fortuna se montre tout aussi tranchante, dès sa rentrée victorieuse dans un groupe 2 disputé au Curragh. 

### Résumé de carrière
| Date         | Hippodrome       | Pays        | Course                              | Statut      | Distance    | Jockey          | Place       | Écart       | Vainqueur ou deuxième |
| 2023, 2 ans  | 2023, 2 ans      | 2023, 2 ans | 2023, 2 ans                         | 2023, 2 ans | 2023, 2 ans | 2023, 2 ans     | 2023, 2 ans | 2023, 2 ans | 2023, 2 ans           |
| ------------ | ---------------- | ----------- | ----------------------------------- | ----------- | ----------- | --------------- | ----------- | ----------- | --------------------- |
| 16 avril     | Curragh          | Irlande     | Maiden                              |             | 1 200 m     | Gavin Ryan      | 1er / 8     | encolure    | -Ellie Moore          |
| 21 mai       | Naas             | Irlande     | Fillies Sprint Stakes               | Gr. 3       | 1 200 m     | Gavin Ryan      | 1er / 13    | encolure    | Navassa Island        |
| 23 juin      | Ascot            | Royaume-Uni | Albany Stakes                       | Gr. 3       | 1 200 m     | Frankie Dettori | 1er / 17    | 1           | Matrika               |
| 12 août      | Curragh          | Irlande     | Phoenix Stakes                      | Gr. 1       | 1 200 m     | Oisin Murphy    | 2e / 7      | 4           | Bucanero Fuerte       |
| 10 septembre | Curragh          | Irlande     | Moyglare Stud Stakes                | Gr. 1       | 1 400 m     | Frankie Dettori | 3e / 9      | 5 ¾         | Fallen Angel          |
| 30 septembre | Newmarket        | Royaume-Uni | Cheveley Park Stakes                | Gr. 1       | 1 200 m     | Oisin Murphy    | 1er / 11    | 1 ½         | Pearl and Rubies      |
| 3 novembre   | Santa Anita Park | États-Unis  | Breeders' Cup Juvenile Fillies Turf | Gr. 1       | 1 600 m     | Oisin Murphy    | 2e / 14     | 1/2         | Hard to Justify       |
| 2024, 3 ans  |                  |             |                                     |             |             |                 |             |             |                       |
| 5 mai        | Newmarket        | Royaume-Uni | 1000 Guineas                        | Gr. 1       | 1 600 m     | Tom Marquand    | 2e / 16     | encolure    | Elmalka               |
| 21 juin      | Ascot            | Royaume-Uni | Coronation Stakes                   | Gr. 1       | 1 600 m     | Tom Marquand    | 1er / 9     | 1           | Opera Singer          |
| 12 juillet   | Newmarket        | Royaume-Uni | Falmouth Stakes                     | Gr. 1       | 1 600 m     | Ryan Moore      | 1er / 7     | 3 ¾         | Jabaara               |
| 14 septembre | Leopardstown     | Irlande     | Matron Stakes                       | Gr. 1       | 1 600 m     | Tom Marquand    | 1er / 9     | 1           | Fallen Angel          |
| 2 novembre   | Del Mar          | États-Unis  | Breeders' Cup Mile                  | Gr. 1       | 1 600 m     | Tom Marquand    | 8e / 10     | 4 ½         | More Than Looks       |
| 2025, 4 ans  |                  |             |                                     |             |             |                 |             |             |                       |
| 25 mai       | Curragh          | Irlande     | Lanwades Stud Stakes                | Gr. 2       | 1 600 m     | Ryan Moore      | 1er / 8     | 1/2         | One Look              |

## Origines
Porta Fortuna est le fruit d'un croisement vitesse sur tenue. Elle est la meilleure fille du sprinter Caravaggio (invaincu à 2 ans, lauréat des Phoenix Stakes et de la Commonwealth Cup), qui officiait à 40 000 € lorsqu'il la conçue, avant d'être exporté au Japon, et sa mère, dont elle est le premier produit, a gagné sur 2 400 mètres à 3 ans. Too precious, c'est elle, est une propre sœur de Numerian, placé de groupe 3 en Irlande avant de partir en Australie, où il a remporté un groupe 2 et pris le premier accessit de deux groupe 1 (Australian Cup et Doomben Cup).  

### Pedigree
| Origines de Porta Fortuna (IRE), jument baie née en 2021 | Origines de Porta Fortuna (IRE), jument baie née en 2021 | Origines de Porta Fortuna (IRE), jument baie née en 2021 | Origines de Porta Fortuna (IRE), jument baie née en 2021 |
| -------------------------------------------------------- | -------------------------------------------------------- | -------------------------------------------------------- | -------------------------------------------------------- |
| Père Caravaggio                                          | Scat Daddy                                               | Johannesburg                                             | Hennessy                                                 |
| Père Caravaggio                                          | Scat Daddy                                               | Johannesburg                                             | Myth                                                     |
| Père Caravaggio                                          | Scat Daddy                                               | Love Style                                               | Mr. Prospector                                           |
| Père Caravaggio                                          | Scat Daddy                                               | Love Style                                               | Likeable Style                                           |
| Père Caravaggio                                          | Mekko Hokte                                              | Holy Bull                                                | Great Above                                              |
| Père Caravaggio                                          | Mekko Hokte                                              | Holy Bull                                                | Sharon Brown                                             |
| Père Caravaggio                                          | Mekko Hokte                                              | Aerosilver                                               | Relaunch                                                 |
| Père Caravaggio                                          | Mekko Hokte                                              | Aerosilver                                               | Silver In Flight                                         |
| Mère Too Precious                                        | Holy Roman Emperor                                       | Danehill                                                 | Danzig                                                   |
| Mère Too Precious                                        | Holy Roman Emperor                                       | Danehill                                                 | Razyana                                                  |
| Mère Too Precious                                        | Holy Roman Emperor                                       | L'On Vite                                                | Secretariat                                              |
| Mère Too Precious                                        | Holy Roman Emperor                                       | L'On Vite                                                | Fanfreluche                                              |
| Mère Too Precious                                        | Delicate Charm                                           | High Chaparral                                           | Sadler's Wells                                           |
| Mère Too Precious                                        | Delicate Charm                                           | High Chaparral                                           | Kasora                                                   |
| Mère Too Precious                                        | Delicate Charm                                           | Kantikoy                                                 | Alzao                                                    |
| Mère Too Precious                                        | Delicate Charm                                           | Kantikoy                                                 | Kalata (famille 5-e)                                     |